# 耶村
耶村（法語：Hyet，法語發音：[jɛ]）是法国上索恩省的一个市镇，属于沃苏勒区。

## 地理
耶村（47°28'27"N, 6°5'42"E）面积6.47 平方千米，位于法国勃艮第-弗朗什-孔泰大區上索恩省，该省份为法国东部内陆省份，北起顺时针与孚日省、贝尔福地区省、杜省、汝拉省、科多尔省和上马恩省接壤。
与耶村接壤的市镇（或旧市镇、城区）包括：马耶和沙兹洛、丰德勒芒、拉马拉谢尔、克诺什、里奥、特雷西耶。

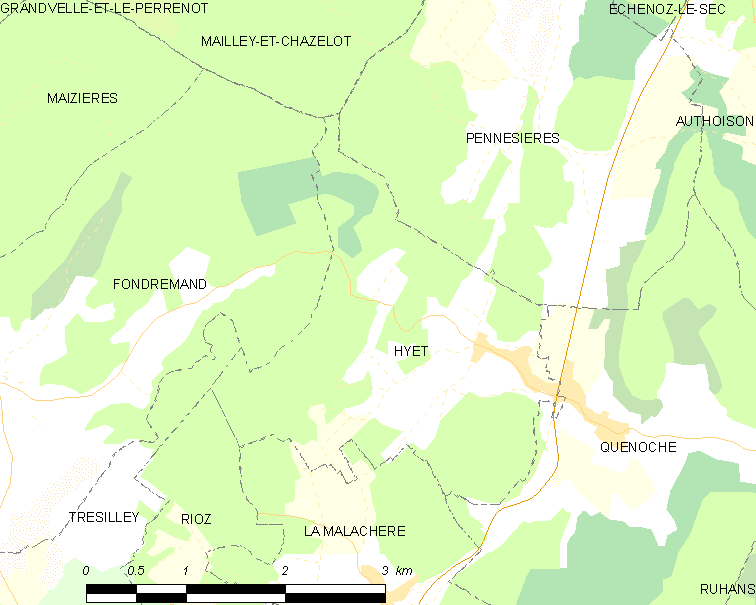
耶村的OSM定位图

耶村的时区为UTC+01:00、UTC+02:00（夏令时）。

## 行政
耶村的邮政编码为70190，INSEE市镇编码为70288。

## 政治
耶村所属的省级选区为里奥县。

## 人口

1962-2008年间耶村人口变化图示

耶村于2022年1月1日时的人口数量为119人。